# Der Todesrächer von Soho
Der Todesrächer von Soho wurde 1972 vom spanischen Regisseur Jess Franco nach einer Vorlage von Bryan Edgar Wallace gedreht.

## Handlung
Eine Mordserie erschüttert London: Nachdem der Mörder seinen Opfern die Koffer packt, tötet er sie durch einen präzisen Messerwurf. Erst beim dritten Opfer finden Inspector Redford und sein Freund, der Kriminalschriftsteller Charles Barton, einen Anhaltspunkt: Der Koffer wurde nach der Ermordung gestohlen.
Auf den Tatort-Fotos von Andy Pickwick kann Dr. Bladmore als Dieb identifiziert werden. Inspector Redford sucht die Praxis von Dr. Bladmore auf. Der Arzt gibt vor, sich an keinen Koffer erinnern zu können, seine Assistentin Helen findet jedoch später den Koffer und entdeckt dort Ampullen mit Meskalin. In der Zwischenzeit wird ein vierter Mord begangen und wieder war Dr. Bladmore am Tatort. Als Inspector Redford den Arzt daraufhin aufsuchen will, ist dieser verschollen und seine Wohnung verwüstet.
Währenddessen legt sich Charles Barton mit den Besitzern des Flamingo-Clubs an und behauptet, es gebe in dem Club Meskalin. Er wird von Celia und Roger in der Themse entsorgt, überlebt jedoch und gibt sich später als Bennett Reeds (angeblich verstorbener Ehemann von Helen) zu erkennen.
Dr. Bladmore lebt selbst als Lord Cronsdale auf einem Schloss und ist Boss der Bande vom Flamingo-Club. Er lässt Helen Bennett entführen. Bennett Reeds kann jedoch seine Frau befreien und ermordet Dr. Bladmore samt seiner Bande.
Die Auflösung: Bennett Reeds war FBI-Mann und wurde wegen Rauschgiftdelikten verurteilt. Er brach aus dem Gefängnis aus und übernahm die Identität des verstorbenen Sträflings Charles Barton. Gemeinsam mit dem Messerwerfer Patakes begann er sich an denen zu rächen, die sein Leben durch Meskalin zerstörten. Am Ende werden beide von Inspector Redford erschossen.

## Sonstiges
Die Handlung des Films ist im Wesentlichen der von Das Geheimnis der schwarzen Koffer (1962) entnommen. Beide Filme basieren auf dem Roman Der Tod packt seine Koffer (Originaltitel: Death Packs a Suitcase) von Bryan Edgar Wallace aus dem Jahr 1961. In anderen Ländern hieß Horst Tapperts Rollenname James Barton statt Charles Barton (Der Name James Barton selbst erscheint im Film in einem Pass und auf einem Schild). Jess Franco drehte den Film unter dem Pseudonym Jess Frank. Artur Brauner arbeitete unter dem Pseudonym Art Bernd am Drehbuch mit.
Der Film wurde in Portugal gedreht und war bereits im April 1971 fertig. Constantin brachte ihn jedoch erst am 9. November 1972 erstmals in die Kinos.

## Kritik
Das Lexikon des internationalen Films bezeichnete den Film als einen Kriminalfilm „von provinzieller Machart“.